# Facultés Loyola Paris
Les Facultés Loyola Paris (anciennement Centre Sèvres) sont un institut d'enseignement supérieur et de recherche de la Compagnie de Jésus en France, réunissant les facultés jésuites de Paris. Elles furent créées en octobre 1974, à la suite de la fusion de la faculté de théologie de Lyon-Fourvière, et de la faculté de philosophie de Chantilly. Leur ancien nom, Centre Sèvres, est dû à leur installation rue de Sèvres, à Paris, à côté de l'église Saint-Ignace.

## Présentation
Les Facultés Loyola Paris résultent de la fusion, en octobre 1974, de la faculté de théologie de Lyon Fourvière et de la faculté de philosophie de Chantilly. Cette réforme de la formation des jésuites français, dont le programme avait été élaborée en 1973-1974 par Paul Corset, Guy Petitdemange, Paul Valadier et Pierre Vallin, visait notamment à conjuguer philosophie et théologie dès la première année d'enseignement.  La bibliothèque de Chantilly, quant à elle, poursuit ses activités jusqu'en 1997.
Les Facultés Loyola Paris constituent l'institut d’enseignement et de recherche de la Compagnie de Jésus en France : c'est là que sont formés les jésuites français. Leur organisation atteste deux évolutions dans leur cursus universitaire. Tout d'abord la volonté d'étudier simultanément la philosophie et la théologie et non plus l'une puis l'autre. Ensuite le souhait que les étudiants ne suivent plus une formation isolée dans un scolasticat jésuite, mais qu'ils s'insèrent dans une institution universitaire accueillant également d'autres religieux ainsi que des laïcs,. Ainsi, en 2023, un tiers des étudiants étaient jésuites, un tiers appartenant à d'autres congrégations religieuses et un tiers laïcs,. 

## Statut
Au regard du droit français, les Facultés Loyola Paris sont un établissement privé d’enseignement supérieur libre, et un organisme agréé au titre de la formation professionnelle permanente. Au regard du droit de l'Église catholique, les statuts canoniques des facultés ont été approuvés par Rome le 18 juin 1986, en application de la constitution apostolique de Jean-Paul II sur les universités et les facultés ecclésiastiques (Sapientia Christiana (de)) et des ordonnances de la Congrégation pour l'éducation catholique. En vertu de l'accord entre la République française et le Saint-Siège sur la reconnaissance des grades et diplômes dans l'enseignement supérieur signé à Paris le 18 décembre 2008, les diplômes canoniques délivrés par les Facultés Loyola Paris sont reconnus par l’État français.

## Allégations d'abus sexuels
En 2024, Pierre Molinié, enseignant au sein des Facultés Loyola Paris est suspendu à titre conservatoire de cours pour des faits de nature sexuelle à l'encontre d'une étudiante. Le parquet de Paris étudie les faits pour déterminner s'ils relèvent de l’agression sexuelle ou du viol. Dans l'attente des suites judiciaire, Pierre Molinié intègre la communauté Saint Ignace de Lyon  qui comprend l'Institut des sources chrétiennes. Aussi le conseil scientifique du laboratoire a envoyé une motion demandant au Provincial d'interdire à Pierre Molinié, l’accès à leurs bâtiments et bibliothèques fréquentés par des étudiants et étudiantes,.

## Organisation
Les Facultés Loyola Paris sont organisées en :
- deux facultés canoniques (délivrant les diplômes canoniques du baccalauréat, de la licence et du doctorat)
  - une faculté de philosophie
  - une faculté de théologie
- six départements :
  - esthétique
  - éthique biomédicale
  - éthique publique
  - religions et cultures
  - Spiritualité et Vie religieuse
  - études patristiques
- un institut d'études chinoises : l'institut Ricci de Paris
- trois cycles (en dehors des trois cycles amenant aux diplômes canoniques)
  - cycle de formation théologique et pastorale (CFTP)
  - formation des formateurs religieux (FFR)
  - formation annuelle (FA)

Elles comportent aussi deux chaires : Jean Rodhain (avec le soutien de la Fondation Jean-Rodhain) et Pierre Teilhard de Chardin (en association avec la Fondation Teilhard de Chardin).
Au sein de leur bibliothèque d’étude et de recherche, les Facultés Loyola Paris valorisent et rendent accessible au public des fonds de premier ordre en philosophie et théologie ainsi que les collections patrimoniales de la Compagnie de Jésus.

## Présidents
- 1975-1979 : Jacques Sommet
- 1979-1985 : Jacques Gellard[15]
- 1985-1991 : Henri Madelin[16],[17]
- 1991-1997 : Pierre de Charentenay
- 1997-2003 : François-Xavier Dumortier[18]
- 2003-2009 : Michel Fédou[19]
- 2009-2015 : Henri Laux[20]
- 2015-2017 : François Boëdec[21]
- 2017-2024 : Étienne Grieu[22]
- Depuis 2024 : Louis Lourme[23]

## Publications
Les Facultés Loyola Paris sont depuis leur création à l'origine de nombreuses publications spécialisées dans les domaines de la théologie et de la philosophie : actes des colloques et sessions, essais pluridisciplinaires, ou encore deux revues de recherche qui s'adossent aux deux facultés : les Archives de philosophie et les Recherches de science religieuse. Pour promouvoir cette activité de publications, une maison d'édition universitaire (Éditions Facultés jésuites de Paris) a été créée en 2002.